# Lipice (Ukraina)
Lipice – wieś na Ukrainie w rejonie stryjskim (do 2020 roku w rejonie mikołajowskim) należącym do obwodu lwowskiego, nad Dniestrem.